# Метью Конгер
Метью Конгер (англ. Matthew Conger, 11 жовтня 1978, Плейно) — футбольний арбітр з Нової Зеландії.

## Кар'єра
Розпочинав cellsdcndj на юнацькому рівні у рідному США, поки не переїхав до Нової Зеландії у 20 років.
2013 року отримав статус арбітра ФІФА, був рефері на чемпіонаті світу серед юнаків до 20 років 2015, обслуговував дві зустрічі групового етапу. У листопаді 2015 року призначений на клубний чемпіонат світу 2015, де він провів зустріч за третє місце між клубами «Гуанчжоу Евергранд» і «Санфрече Хіросіма».
У 2016 році на Кубку націй ОФК провів два матчі. У травні того ж року обраний для обслуговування Олімпійських ігор, де судив дві зустрічі групового етапу.
У 2017 році вдруге поспіль працював на клубному чемпіонаті світу, де судив зустріч за п'яте місце між клубами «Відад» і «Урава Ред Даймондс».
У 2017 році його назвали новозеландським арбітром року.
У 2018 році рішенням ФІФА обраний головним арбітром для обслуговування матчів чемпіонату світу в Росії.
У 2022 році обраний арбітром на ЧС-2022 у Катарі.